# アスカラボス

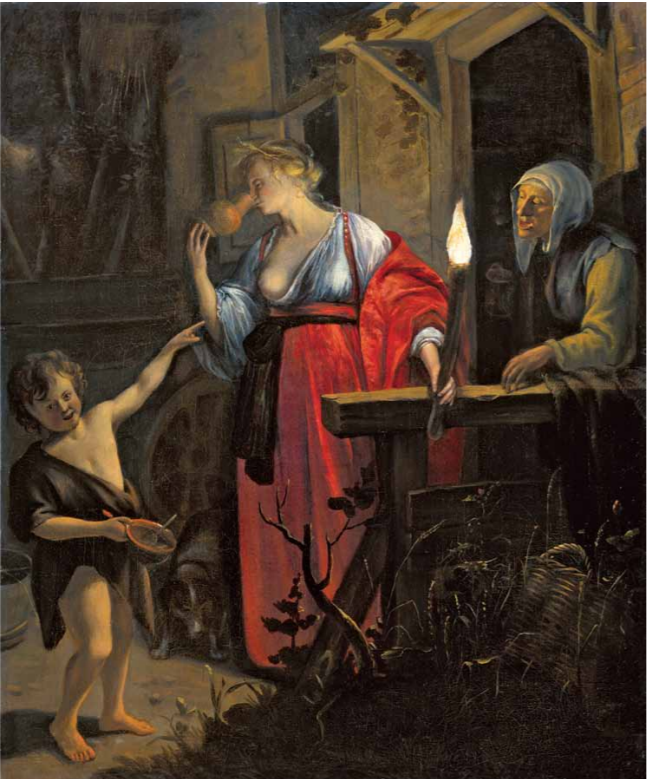
ヤン・ステーンの1650年代の絵画『プロセルピナを探すケレス』。個人蔵。

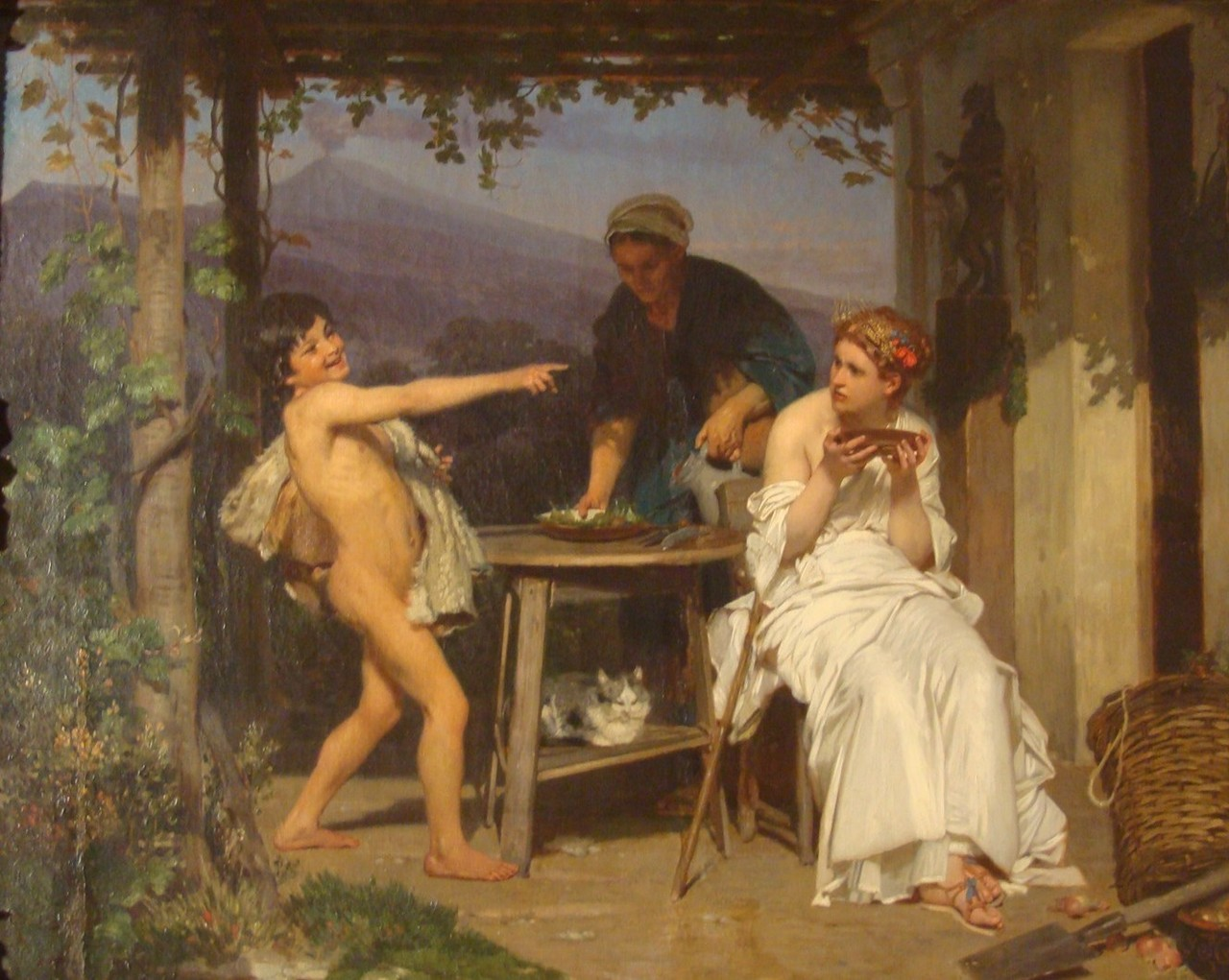
ウジェーヌ・エルネスト・イルマシェの1877年の絵画『アスカラボスに嘲笑されたケレス』。

アスカラボス（古希: Ἀσκάλαβος, Askalabos）は、ギリシア神話の人物である。アッティカ地方に住む女性ミスメーの息子。

## 神話
コロポーンのニーカンドロスをもとに神話を紹介しているアントーニーヌス・リーベラーリスによると、デーメーテール（ローマ神話のケレース）が行方の分からない娘神ペルセポネー（同じくプロセルピナ）を探して世界各地を放浪していたとき、太陽の熱で喉がひどく渇いたため、アッティカ地方で休息をとろうとした。するとミスメーという女性がデーメーテールを女神と気づかずに家に招き、ペニーロイヤルミントと大麦粉を混ぜた飲物（キュケオーン）を出した。それをデーメーテールが一気に飲もうとすると、ミスメーの幼い子供アスカラボスはその様子を見てゲラゲラ笑い、いっそ深い鍋か水甕で出したらどうだい、と母に言った。するとデーメーテールは怒って、残っていた飲物を少年に浴びせて、嫌われ者のトカゲ（アスカラボス）の姿に変えた。そこでトカゲを殺す者はデーメーテールにとって好ましい者であるとアントーニーヌス・リーベラーリスは述べている。
オウィディウスも『変身物語』5巻で同様の物語について言及しているが、同箇所ではこの出来事が起きた場所や、デーメーテールに飲物を出した親切な女性と女神を嘲笑した少年の名前、また2人がどういう関係なのか、などの詳細は語られていない。女性は老女として語られ、女神が少年を普通のトカゲよりもさらに小さな斑模様のトカゲに変えると、驚いた老女は泣きながらトカゲに触れようとするが、トカゲは老女から逃げて物陰に隠れたという。
なお、オウィディウスはデーメーテールの放浪の物語をアスカラボスについて語るところから始め、よく似た名前のアスカラポスの話で終えている。